# Ankoku-ji

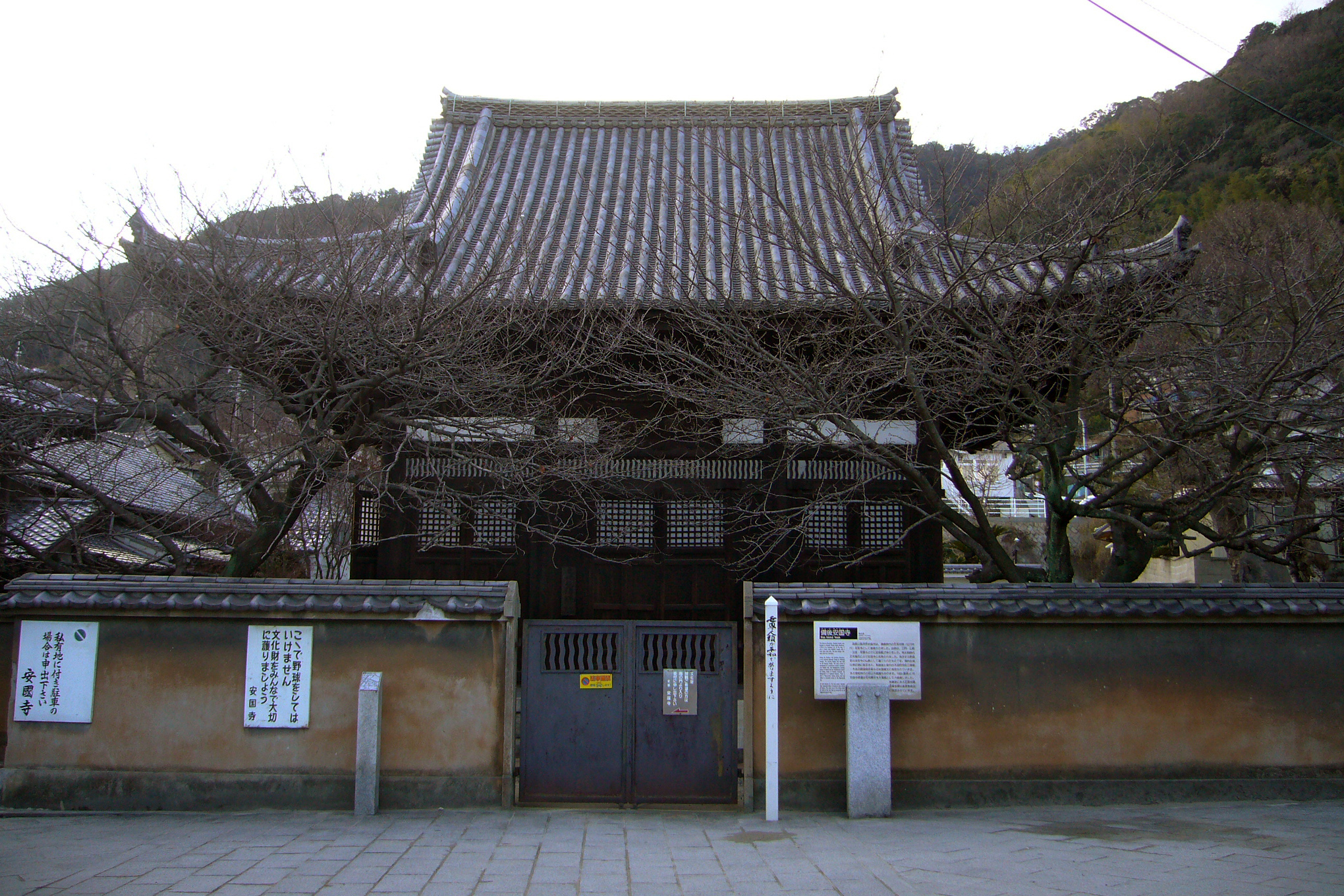
Façade du temple.

Ankoku-ji (安国寺) est un temple bouddhiste de la branche Kokutai-ji de l'école Rinzai situé à Fukuyama, préfecture de Hiroshima au Japon. Construit par le prêtre Kakushin en 1273, le temple est repris par Ankokuji Ekei en 1579 mais son déclin s'est poursuivi.